# Manuel Torres Caturla
Manuel Torres Caturla   (Torremolinos, 14 d'agost de 1989) és un futbolista que juga com a defensa.

## Biografia
Aquest jugador del planter malagueny va destacar molt a l'Atlètic Malagueny (llavors Màlaga B) en la temporada 2008-09 i Antonio Tàpia el va convocar per primera vegada a un partit de primera aquell mateix any encara que no va arribar a debutar. Va anar a la temporada següent, amb Juan Ramón López Muñiz d'entrenador quan va jugar el seu primer partit de Lliga en la primera jornada del curs 2009-10 contra l'Atlètic de Madrid. En aquest partit va sortir per Mtiliga a la primera mitja hora (a causa que el jugador substituït tenia un trau al cap) en el qual també va marcar. Va acabar en 3-0.
El 20 de juny de 2011, Torres va fitxar amb el FC Cartagena de Segona Divisió. Va marcar el seu únic gol com a professional el 31 de març de 2012 en una derrota per 2-1 fora del Reial Múrcia, en un eventual descens com a tercer final.
En els anys següents, juga una breu etapa a la Lliga Romanesa I amb l'ACS Poli Timișoara (febrer-juny de 2016), Torres va continuar competint a la tercera categoria, representant una sèrie d'equips.

## Clubs
| Club                  | Any        |
| --------------------- | ---------- |
| Málaga B              | 2008- 2009 |
| Màlaga CF             | 2009-2011  |
| Fútbol Club Cartagena | 2011-2012  |
| Getafe B              | 2012-2014  |